# Симонов, Александр Викторович
Александр Викторович Симонов (укр. Олександр Вікторович Сімонов; 8 ноября 1978) — украинский футболист, полузащитник.

## Игровая карьера
Воспитанник Донецкого высшего училища олимпийского резерва им. С. Бубки.
Во взрослый футбол начинал играть в 1993 году в команде «Бажановец» (Макеевка). В 1997 году перешёл в «Торпедо» (Запорожье), где 15 марта 1997 года в игре с «Днепром» дебютировал в высшей лиге. Всего в высшем дивизионе сыграл 31 игру, из которых 21 за «Торпедо» и 10 за «Металлист». Забил 1 гол (7 августа 1999 года кировоградской «Звезде»).
Основную часть карьеры провёл в клубах низших дивизионов. Наибольшее число матчей сыграл в команде МФК «Николаев» — 70.